# Nino Cristofori
Nino Cristofori, właśc. Adolfo Loris Cristofori (ur. 31 lipca 1930 w Ferrarze, zm. 14 marca 2015 tamże) – włoski polityk, parlamentarzysta, w latach 1992–1993 minister pracy i ochrony socjalnej.

## Życiorys
Początkowo zajmował się dziennikarstwem jako publicysta i redaktor „Avvenire Padano”. Później pełnił kierownicze funkcje w organizacjach rolników, ogrodników i spółdzielców.
Działacz Chrześcijańskiej Demokracji, od 1966 członek rady krajowej tej partii. W latach 1968–1992 sprawował mandat posła do Izby Deputowanych V, VI, VII, VIII, IX, X i XI kadencji. Należał do najbliższych współpracowników Giulia Andreottiego. Pełnił funkcję podsekretarza stanu w ministerstwach zdrowia (1972–1973), przemysłu (1974–1976), pracy i ochrony socjalnej (1976–1979) oraz przy premierze z funkcją sekretarza rządu (1989–1992). Od czerwca 1992 do kwietnia 1993 zajmował stanowisko ministra pracy i ochrony socjalnej w gabinecie Giuliana Amato.
Po rozpadzie chadecji należał do Włoskiej Partii Ludowej, którą opuścił w 1999. Działał później w Europejskiej Demokracji oraz w Unii Chrześcijańskich Demokratów i Centrum.